# Isidora Sekulić
Isidora Sekulić (în sârbă Исидора Секулић, n. 16 februarie 1877, Mošorin⁠(d), Comitatul Bács-Bodrog, Țările Coroanei Sfântului Ștefan, Serbia – d. 5 aprilie 1958, Belgrad, RFP Iugoslavia⁠(d)) a fost o scriitoare sârbă, romancieră, eseistă, poliglotă și critic de artă. A fost „prima femeie membră a Academiei Sârbe de Științe și Arte”.

## Biografie
Sekulić s-a născut în Mošorin, un sat din comitatul Bács-Bodrog, care se află acum în Voivodina. Părinții ei erau Danilo și Ljubica, iar frații Predrag și Dimitrije. Și-a petrecut copilăria în Zemun, Ruma și Novi Sad. A fost educată în Novi Sad (la Școala Superioară de Fete) și Sombor. În afară de studiile sale în literatură, Sekulić a studiat bine și științele naturii, precum și filozofia. A absolvit școala pedagogică din Budapesta în 1892. A lucrat ca profesor în Pancevo la Liceul sârb de fete din 1897 până în 1909. După aceea a lucrat în Šabac (1909-1912) și Belgrad. Și-a obținut doctoratul în 1922 în Germania și apoi a fost primul președinte al Asociației Scriitorilor din Serbia.
Călătoriile ei au inclus șederi prelungite în Anglia, Franța și Norvegia. Călătoriile sale de la Oslo prin Bergen la Finnmark au dus la apariția în 1914 a unui jurnal de călătorie meditativ Pisma iz Norveške / Scrisori din Norvegia. Colecția ei de povestiri, Saputnici, este o realizare neobișnuit de autoanaliză detaliată și pătrunzătoare și un experiment stilistic curajos. De asemenea, a vorbit fluent mai multe limbi clasice, precum și nouă limbi moderne. 
Scrierile lirice, meditative, introspective și analitice ale Isidorei Sekulić au apărut în zorii prozei sârbe. Sekulić a fost preocupată de condiția umană a omului în sensibilitatea sa complet modernă. În romanul său principal, Cronica cimitirului din orășel (Кроника паланачког гробља), ea scrie în opoziție cu dezvoltarea obișnuită cronologică a evenimentelor. În schimb, fiecare parte a cărții începe în cimitir, revenind în cele din urmă în perioada vieții personajelor, cu toate bucuriile și tragediile sale. Personaje precum Gospa Nola (Doamna Nola), sunt primele personaje feminine puternice din literatura sârbă, pictate în detaliu cu tot curajul, mândria și determinarea lor. 
A scris despre Branko Radičević, Đura Jakšić, Laza Kostić, Petar Kočić, Milan Rakić, Veljko Petrović, Ivo Andrić, Momčilo Nastasijević și alții.
Isidora Sekulić a realizat și scrieri critice în domeniile muzicii, teatrului, artei, arhitecturii și literaturii și filozofiei. A scris studii majore de literatură iugoslavă, rusă, engleză, germană, franceză, italiană, norvegiană și alte literaturi.
Ea a fost aleasă Membru corespondent al Academiei Regale Sârbe la 16 februarie 1939 și ca membru cu drepturi depline al Academiei Sârbă de Științe la 14 noiembrie 1950, ca prima femeie academician. Ea a murit la 5 aprilie 1958, la Belgrad. Un monument în onoarea ei a fost ridicat în cartierul Topčider în 2015.

## Lucrări selectate
- Saputnici (Сапутници, 1913)
- Pisma iz Norveške (Писма из Норвешке, 1914)
- Iz prošlosti (Из прошлости, 1919)
- Đakon Bogorodičine crkve (Ђакон Богородичине цркве, 1919), roman
- Kronika Palanačkog Groblja (Кроника паланачког гробља, 1940), nuvele
- Zapisi (Записиm, 1941)
- Analitički trenuci i teme, 1-3 (Аналитички тренуци и теме, 1941), eseuri
- Zapisi o mome narodu (Записи о моме народу, 1948)
- Njegošu knjiga duboke odanosti (Његошу књига дубоке оданости, 1951)
- Govor i jezik, kulturna smotra naroda (Говор и језик, културна смотра народа, 1956).

### Despre munca ei

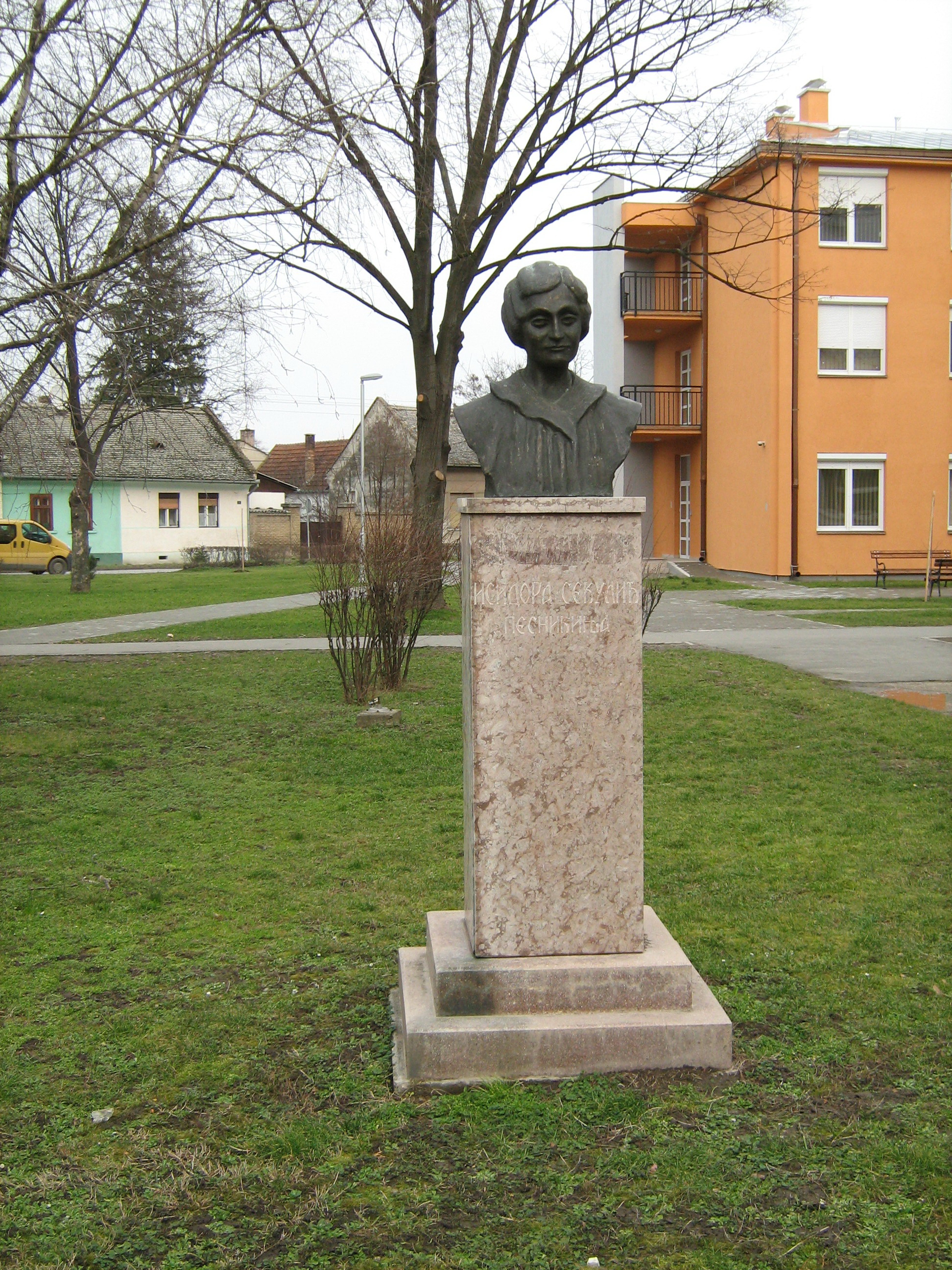
Bustul scriitoarei Sekulić în Sombor

- Vladislava Ribnikar, Književni pogledi Isidore Sekulić (Vederile literare ale Isidorei Sekulić) Belgrad, Prosveta, 1986.
- Magdalena Koch, Fellow Travellers Of A Serbian Woman, Wrocław 1998. [11]
- Sonja Veselinović, Note privind traducerea operei Isidorei Sekulić, Srbistika danas, Universitatea din Banja Luka 2017.

## Moștenire
Isidora Sekulić a fost inclusă pe locul 85 în lista și cartea din 1993 a celor mai proeminenți 100 de sârbi (în sârbă: 100 најзнаменитијих Срба). Cartea cu cele 100 de biografii a fost redactată de membri ai Academiei Sârbe de Științe și Arte și anume de către Sava Vuković, Pavle Ivić, Dragoslav Srejović, Dejan Medaković, Dragomir Vitorović, Zvonimir Kostić, Vasilije Krestić, Miroslav Pantić și Danica Petrović.

### Premiul Isidora Sekulić
Începând cu anul 1968, comuna Savski Venac acordă anual premiul literar Isidora Sekulić, onorând autorii contemporani pentru realizări semnificative în domeniul literaturii și încurajând creativitatea literară asemănătoare operei Isidorei Sekulić, care și-a petrecut ultimii ani de viața ei într-o casă mică cu grădină din Topčidersko Brdo.